# فيكتوريا (كولومبيا البريطانية)

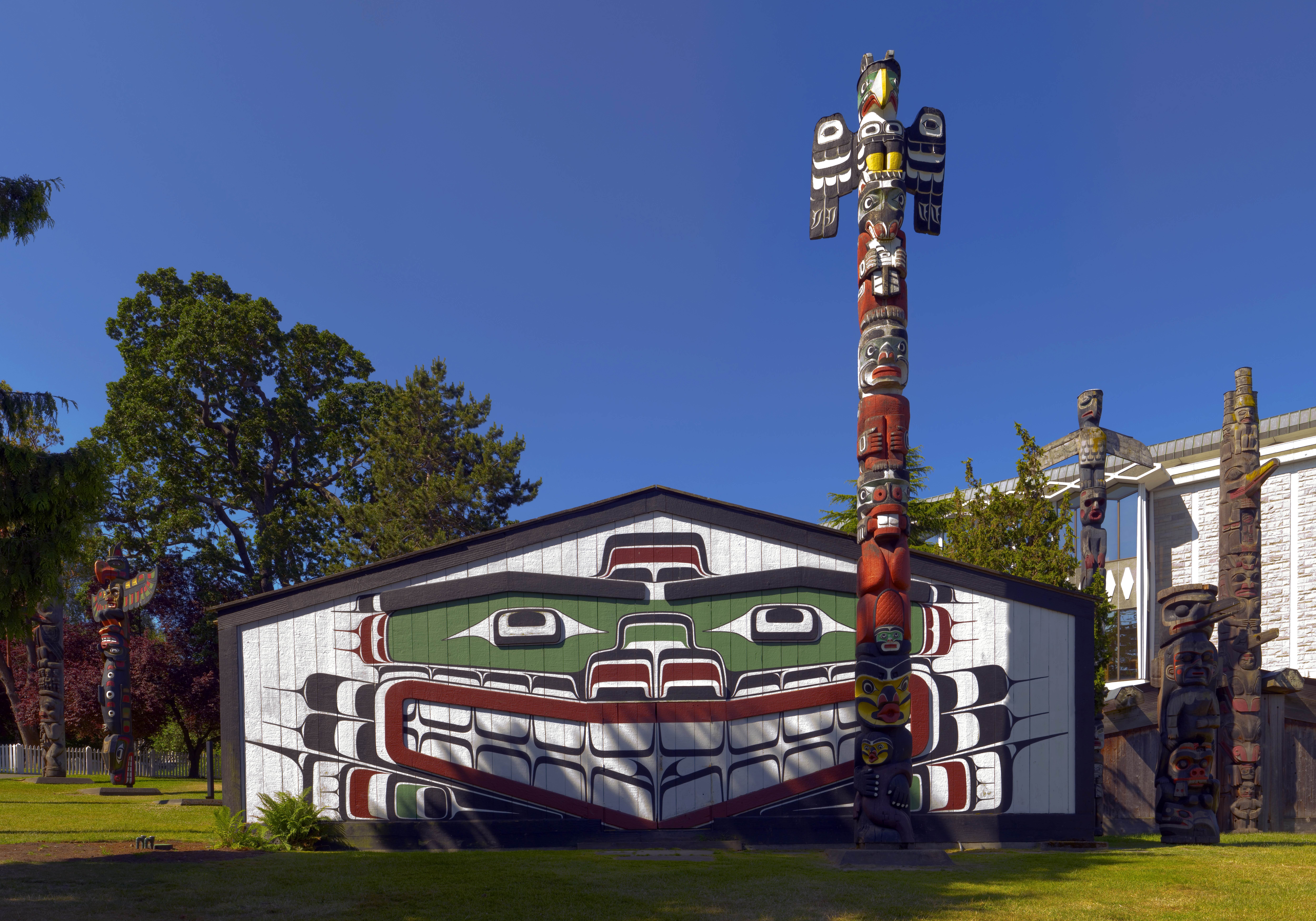
تعليق

فيكتوريا هي عاصمة كولومبيا البريطانية الواقعة في كندا، وتقع على الطرف الجنوبي لجزيرة فانكوفر على بعد 100 كيلومتراً (62 ميلاً) من أكبر مدينة في كولومبيا البريطانية في فانكوفر في الجزيرة الرئيسية.
فيكتوريا قريبة من الولايات المتحدة حيث تقع على بعد حوالى 100 كيلومتراً (62 ميلاً) من سياتل بالطائرة أو العبارة أو على بعد 40 كيلومتراً (25 ميلاً) من بورت أنجلس الواقعة في واشنطن عن طريق العبارة.
تُسمى بـ«مدينة الحدائق» فهي مدينة جذابة ووجهة سياحية مشهورة وذات قطاع مزدهر بالتكنولوجيا نما ليكون أكبر صناعة مدرة للدخل.
ويقطن المدينة عدد كبير من الطلاب غير المحليين والذين قدموا لها ليلتحقوا بجامعة فكتوريا وغيرها من الجامعات.

## المناخ
| البيانات المناخية لـ{{{location}}} | البيانات المناخية لـ{{{location}}} | البيانات المناخية لـ{{{location}}} | البيانات المناخية لـ{{{location}}} | البيانات المناخية لـ{{{location}}} | البيانات المناخية لـ{{{location}}} | البيانات المناخية لـ{{{location}}} | البيانات المناخية لـ{{{location}}} | البيانات المناخية لـ{{{location}}} | البيانات المناخية لـ{{{location}}} | البيانات المناخية لـ{{{location}}} | البيانات المناخية لـ{{{location}}} | البيانات المناخية لـ{{{location}}} | البيانات المناخية لـ{{{location}}} |
| الشهر                              | يناير                              | فبراير                             | مارس                               | أبريل                              | مايو                               | يونيو                              | يوليو                              | أغسطس                              | سبتمبر                             | أكتوبر                             | نوفمبر                             | ديسمبر                             | المعدل السنوي                      |
| ---------------------------------- | ---------------------------------- | ---------------------------------- | ---------------------------------- | ---------------------------------- | ---------------------------------- | ---------------------------------- | ---------------------------------- | ---------------------------------- | ---------------------------------- | ---------------------------------- | ---------------------------------- | ---------------------------------- | ---------------------------------- |
| الدرجة القصوى قرينة الرطوبة        | 13.8                               | 16.0                               | 18.3                               | 22.4                               | 29.1                               | 33.8                               | 36.1                               | 35.0                               | 32.3                               | 24.7                               | 19.7                               | 15.1                               | 36.1                               |
| الدرجة القصوى °م (°ف)              | 17.1 (62.8)                        | 17.4 (63.3)                        | 23.6 (74.5)                        | 27.0 (80.6)                        | 31.6 (88.9)                        | 35.0 (95.0)                        | 36.0 (96.8)                        | 33.4 (92.1)                        | 31.7 (89.1)                        | 25.0 (77.0)                        | 18.9 (66.0)                        | 15.0 (59.0)                        | 36.0 (96.8)                        |
| متوسط درجة الحرارة الكبرى °م (°ف)  | 7.0 (44.6)                         | 8.6 (47.5)                         | 10.6 (51.1)                        | 13.1 (55.6)                        | 15.9 (60.6)                        | 17.9 (64.2)                        | 19.8 (67.6)                        | 20.1 (68.2)                        | 18.5 (65.3)                        | 13.8 (56.8)                        | 9.4 (48.9)                         | 7.1 (44.8)                         | 13.5 (56.3)                        |
| المتوسط اليومي °م (°ف)             | 5.0 (41.0)                         | 6.2 (43.2)                         | 7.6 (45.7)                         | 9.6 (49.3)                         | 12.1 (53.8)                        | 14.0 (57.2)                        | 15.6 (60.1)                        | 15.9 (60.6)                        | 14.6 (58.3)                        | 10.9 (51.6)                        | 7.2 (45.0)                         | 5.2 (41.4)                         | 10.3 (50.5)                        |
| متوسط درجة الحرارة الصغرى °م (°ف)  | 3.0 (37.4)                         | 3.7 (38.7)                         | 4.5 (40.1)                         | 6.0 (42.8)                         | 8.2 (46.8)                         | 10.0 (50.0)                        | 11.3 (52.3)                        | 11.7 (53.1)                        | 10.7 (51.3)                        | 7.9 (46.2)                         | 5.0 (41.0)                         | 3.2 (37.8)                         | 7.1 (44.8)                         |
| أدنى درجة حرارة °م (°ف)            | −18.9 (−2.0)                       | −14.4 (6.1)                        | −7.2 (19.0)                        | −3.3 (26.1)                        | −1.1 (30.0)                        | 3.3 (37.9)                         | 5.0 (41.0)                         | 4.4 (39.9)                         | −1.1 (30.0)                        | −2.8 (27.0)                        | −11.7 (10.9)                       | −15.7 (3.7)                        | −18.9 (−2.0)                       |
| أدنى درجة حرارة تبريد الرياح       | −22.1                              | −18.6                              | −13.6                              | −4.6                               | −1.8                               | 3.1                                | 4.3                                | 6.5                                | 1.0                                | −9.1                               | −20.8                              | −27.0                              | −27.0                              |
| الهطول مم (إنش)                    | 94.3 (3.71)                        | 71.7 (2.82)                        | 46.5 (1.83)                        | 28.5 (1.12)                        | 25.8 (1.02)                        | 20.7 (0.81)                        | 14.0 (0.55)                        | 19.7 (0.78)                        | 27.4 (1.08)                        | 51.2 (2.02)                        | 98.9 (3.89)                        | 108.9 (4.29)                       | 607.6 (23.92)                      |
| معدل هطول الأمطار مم (إنش)         | 85.2 (3.35)                        | 68.1 (2.68)                        | 45.3 (1.78)                        | 28.5 (1.12)                        | 25.8 (1.02)                        | 20.7 (0.81)                        | 14.0 (0.55)                        | 19.7 (0.78)                        | 27.4 (1.08)                        | 51.1 (2.01)                        | 95.5 (3.76)                        | 101.9 (4.01)                       | 583.1 (22.96)                      |
| متوسط تساقط الثلوج سم (إنش)        | 9.7 (3.8)                          | 3.5 (1.4)                          | 1.1 (0.4)                          | 0 (0)                              | 0 (0)                              | 0 (0)                              | 0 (0)                              | 0 (0)                              | 0 (0)                              | 0.1 (0.0)                          | 4.1 (1.6)                          | 7.8 (3.1)                          | 26.3 (10.4)                        |
| متوسط أيام هطول الأمطار (≥ 0.2 mm) | 17.0                               | 15.4                               | 13.6                               | 10.4                               | 9.0                                | 7.1                                | 4.9                                | 4.8                                | 7.9                                | 11.9                               | 16.1                               | 17.5                               | 135.6                              |
| متوسط الأيام الممطرة (≥ 0.2 mm)    | 14.6                               | 14.3                               | 12.9                               | 10.4                               | 9.0                                | 7.1                                | 4.9                                | 4.8                                | 7.9                                | 11.9                               | 15.3                               | 16.1                               | 129.2                              |
| متوسط الأيام المثلجة (≥ 0.2 cm)    | 2.6                                | 1.7                                | 0.7                                | 0                                  | 0                                  | 0                                  | 0                                  | 0                                  | 0                                  | 0.1                                | 0.8                                | 1.9                                | 7.8                                |
| ساعات سطوع الشمس الشهرية           | 74.1                               | 93.7                               | 149.5                              | 201.5                              | 266.6                              | 273.8                              | 327.8                              | 297.3                              | 204.1                              | 153.4                              | 83.1                               | 68.7                               | 2٬193٫3                            |
| نسبة وصول أشعة الشمس               | 27.1                               | 32.6                               | 40.6                               | 49.2                               | 56.6                               | 56.9                               | 67.5                               | 66.9                               | 53.9                               | 45.6                               | 29.9                               | 26.4                               | 46.1                               |
| المصدر:                            |                                    |                                    |                                    |                                    |                                    |                                    |                                    |                                    |                                    |                                    |                                    |                                    |                                    |

| البيانات المناخية لـ{{{location}}} | البيانات المناخية لـ{{{location}}} | البيانات المناخية لـ{{{location}}} | البيانات المناخية لـ{{{location}}} | البيانات المناخية لـ{{{location}}} | البيانات المناخية لـ{{{location}}} | البيانات المناخية لـ{{{location}}} | البيانات المناخية لـ{{{location}}} | البيانات المناخية لـ{{{location}}} | البيانات المناخية لـ{{{location}}} | البيانات المناخية لـ{{{location}}} | البيانات المناخية لـ{{{location}}} | البيانات المناخية لـ{{{location}}} | البيانات المناخية لـ{{{location}}} |
| الشهر                              | يناير                              | فبراير                             | مارس                               | أبريل                              | مايو                               | يونيو                              | يوليو                              | أغسطس                              | سبتمبر                             | أكتوبر                             | نوفمبر                             | ديسمبر                             | المعدل السنوي                      |
| ---------------------------------- | ---------------------------------- | ---------------------------------- | ---------------------------------- | ---------------------------------- | ---------------------------------- | ---------------------------------- | ---------------------------------- | ---------------------------------- | ---------------------------------- | ---------------------------------- | ---------------------------------- | ---------------------------------- | ---------------------------------- |
| الدرجة القصوى °م (°ف)              | 15.2 (59.4)                        | 16.5 (61.7)                        | 21.0 (69.8)                        | 25.0 (77.0)                        | 28.8 (83.8)                        | 32.2 (90.0)                        | 37.6 (99.7)                        | 34.5 (94.1)                        | 29.3 (84.7)                        | 23.5 (74.3)                        | 18.1 (64.6)                        | 16.5 (61.7)                        | 37.6 (99.7)                        |
| متوسط درجة الحرارة الكبرى °م (°ف)  | 8.5 (47.3)                         | 9.3 (48.7)                         | 11.4 (52.5)                        | 14.4 (57.9)                        | 17.9 (64.2)                        | 20.9 (69.6)                        | 23.8 (74.8)                        | 23.6 (74.5)                        | 20.4 (68.7)                        | 14.6 (58.3)                        | 10.6 (51.1)                        | 8.6 (47.5)                         | 15.3 (59.5)                        |
| المتوسط اليومي °م (°ف)             | 6.1 (43.0)                         | 6.3 (43.3)                         | 7.9 (46.2)                         | 10.1 (50.2)                        | 13.0 (55.4)                        | 15.7 (60.3)                        | 17.9 (64.2)                        | 17.8 (64.0)                        | 15.2 (59.4)                        | 11.0 (51.8)                        | 7.8 (46.0)                         | 6.2 (43.2)                         | 11.2 (52.2)                        |
| متوسط درجة الحرارة الصغرى °م (°ف)  | 3.6 (38.5)                         | 3.2 (37.8)                         | 4.3 (39.7)                         | 5.8 (42.4)                         | 8.1 (46.6)                         | 10.4 (50.7)                        | 12.0 (53.6)                        | 11.9 (53.4)                        | 10.0 (50.0)                        | 7.3 (45.1)                         | 4.9 (40.8)                         | 3.6 (38.5)                         | 7.1 (44.8)                         |
| أدنى درجة حرارة °م (°ف)            | −7.5 (18.5)                        | −7.2 (19.0)                        | −4.1 (24.6)                        | −0.5 (31.1)                        | 0.2 (32.4)                         | 5.2 (41.4)                         | 6.2 (43.2)                         | 7.3 (45.1)                         | 4.4 (39.9)                         | −2.1 (28.2)                        | −7.4 (18.7)                        | −11.2 (11.8)                       | −11.2 (11.8)                       |
| المصدر:                            |                                    |                                    |                                    |                                    |                                    |                                    |                                    |                                    |                                    |                                    |                                    |                                    |                                    |

## توأمة
لفيكتوريا (كولومبيا البريطانية) اتفاقيات توأمة مع كل من:
- سوجو
- موريوكا
- نيبيار
- خاباروفسك

## أعلام
- رايدر هيسجيدال
- جون ستانلي بلاسكيت
- إميلي كار
- ميجان أوري
- كاميرون برايت
- ويليام فيكري
- جورج بي. كوزماتوس
- كارول شيلدز
- جيمي بال
- نيتوبي إينازو
- راجي الراعي

## وصلات خارجية
- الموقع الألكتروني الرسمي للمدينة
- موقع مدينة فكتوريا السياحي
- British Colonist newspaper in Victoria, complete text Dec. 1858 to June 1910, searchable
- تاريخ المدينة في القرن التاسع عشر
- نظام فريد يرصد الطقس في مدينة فكتوريا